# Biomanipulation
Die Biomanipulation ist eine Biotechnologie zur Steuerung von Nahrungsketten. Sie kommt vor allem im Rahmen der Wassergütebewirtschaftung zur Sanierung überdüngter Seen zur Anwendung. Das Ziel ist eine Begrenzung der Phytoplanktonbiomasse über den Aufbau eines gut entwickelten Raubfischbestandes. Die Technik der Biomanipulation wurde durch den amerikanischen Gewässerökologen Joseph Shapiro entwickelt und eingeführt.

## Verfahren
Die Eutrophierung von Seen führt in der Regel durch ein Überangebot an Nährstoffen, insbesondere an Phosphor, zu einem überhöhten Bestand von einzelligen Grünalgen oder von autotrophen Cyanobakterien (früher auch als "Blaualgen" bezeichnet). Dies führt zu einer Reduktion der Sichttiefe. Die "Algenblüte" genannte Massenvermehrung schränkt, z. B. durch abgegebene Giftstoffe (Toxine) die Nutzbarkeit des Gewässers ein. Durch Verbrauch des gelösten Sauerstoffs kann sie (beim Absterben der Algen) zum "Umkippen" des Gewässers führen.

Einzellige Algen werden im freien Wasser eines Gewässers durch Prädatoren abgeerntet. Besonders wichtig sind dabei filtrierende Kleinkrebse, Wasserflöhe (Daphnien) und Hüpferlinge (Copepoden). Dadurch kann das Gewässer im Prinzip wieder klar werden. Allerdings: Auch die filtrierenden Kleinkrebse haben wiederum ihre Prädatoren. Bedeutsam sind vor allem planktivore Fischarten, meist aus der Familie der Karpfenartigen (Cypriniden). Diese werden von Anglern als "Friedfische" bezeichnet, weil sie sich nicht von anderen Fischarten ernähren. Auch diese "Friedfische" besitzen nun wiederum Prädatoren, die "Raubfische" wie z. B. den Hecht, die sich von anderen Fischarten ernähren. Das Verfahren der Biomanipulation beruht nun auf einer Anwendung des Prinzips der "trophischen Ebenen". Ein System mit ausschließlich Algen hat eine Ebene, mit Algen und Kleinkrebsen sind es zwei usw. Jede "vollständige" Ebene kann die darunter liegende Ebene kontrollieren und die Dichte der Organismen effektiv begrenzen – allerdings nur so lange, wie sich nicht selbst von einer höheren Ebene reguliert wird. Also fördert ein hoher Friedfischbestand indirekt die Algen (durch Ernte der algivoren Kleinkrebse). Ein hoher Raubfischbestand kann damit indirekt die Algen begrenzen. Der Theorie nach wird die Länge der Nahrungsketten und damit die Zahl der trophischen Ebenen durch die Produktivität des Ökosystems begrenzt. 

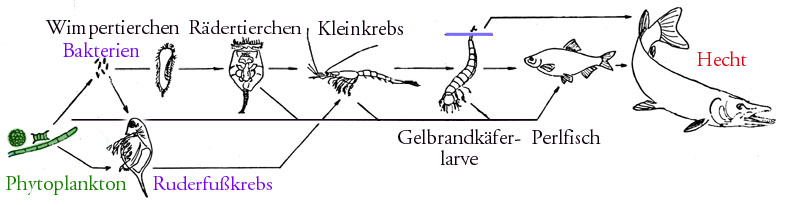
Nahrungsnetz-Ausschnitt eines europäischen Sees, ohne Destruenten (zu Wasserflöhe (Daphnia), Wimpertierchen (Paramecium), Rädertierchen (Brachionus), Kleinkrebs (Mysis), Gelbrandkäferlarve (Dytiscus), Perlfisch (Leuciscus) und Hecht (Esox) siehe dort)

Eine moderne Fassung dieser Zusammenhänge im Allgemeinen wurde durch den amerikanischen Ökologen S.D.Fretwell als "food chain dynamics" vorgeschlagen. In vielen größeren Gewässern entspricht die Zahl der Raubfische nicht dem natürlicherweise zu erwartenden Zustand. Raubfische werden z. B. von Anglern gegenüber den Cypriniden (meist "Weißfische" genannt) bevorzugt. Die Biomanipulation versucht, durch Beeinflussung der trophischen Ebenen im Gewässer dieses von einem unerwünschten Zustand (Algenblüten) zu einem erwünschten Zustand (klares Wasser) zu überführen, ohne dass die Rahmenbedingungen verändert werden. Häufig ist es z. B. unmöglich, ohne erheblichen Aufwand den Nährstoffgehalt eines Seesystems zu verringern. In diesen Fällen könnte über Biomanipulation der Zustand dennoch verbessert werden.
Problematisch ist dabei naturgemäß, dass beeinflusste Gewässer immer eine Tendenz aufweisen, sich auf einen stabilen Zustand, das ökologische Gleichgewicht eines Gewässers hinzubewegen. Wird z. B. die Zahl der Raubfische in einem See über die Tragfähigkeit hinaus erhöht, werden die überzähligen Fische irgendwann an Nahrungsmangel zugrunde gehen. Biomanipulation kann deshalb leicht zu dramatischen kurzfristigen Veränderungen führen, die dann aber nicht von Dauer sind. Dauerhafte Erfolge mit dem Verfahren erscheinen aber durchaus möglich. Erfolgversprechend sind hier vor allem Gewässer, die über zwei (zumindest meta-)stabile Zustände verfügen.
Bei moderat eutrophierten Seen ist es häufig zu beobachten, dass bei geringfügig weiter erhöhten Phosphorgehalten die vorher üppig entwickelten "Unterwasserwiesen" aus höheren Makrophyten, wie Laichkräutern, Hornblatt, Tausendblatt, Wasserpest und anderen Arten verschwinden und durch Einzeller ersetzt werden, die das Wasser trüb färben. Grund ist hier, das Makrophyten und einzellige Algen in Konkurrenz um Licht und Nährstoffe stehen. Etablierte Makrophytenbestände können die Einzeller "aushungern". Kommen diese aber doch einmal auf, können sie die Nährstoffe für sich nutzen und zusätzlich die höheren Pflanzen ausschatten. Diese beiden Zustände können bei bestimmten Nährstoffgehalten beide relativ stabil sein, aber nach Störung in den jeweils anderen "kippen". In diesen Fällen führt Biomanipulation zur Etablierung reicher Makrophytenbestände, die sich dann selbst stabilisieren können.
Bei der Biomanipulation kommt entweder ein Top-down- oder ein Bottom-up-Verfahren zur Anwendung:
- Das Top-down-Verfahren beeinflusst die hierarchisch aufgebaute Nahrungspyramide von deren oberster Ebene aus, in dem in den See zusätzlich Spitzenprädatoren wie Hechte (Abwärtssteuerung) eingesetzt werden. Dadurch wird der Anteil zooplanktophager Massenfischarten verringert, sodass die Kleinlebewesen des Zooplanktons weniger stark unter deren Fraßdruck zu leiden haben. Sie können so ihrerseits die Primärproduzenten, das Phytoplankton, besser abweiden, was nicht nur die Sichttiefe erhöht, sondern sich auch positiv auf die Wasserqualität auswirkt (s. o.).[3] Gelegentlich kommt statt dieses Raubfischbesatzes auch die Abfischung von Friedfischen zur Anwendung.
- Das Bottom-up-Verfahren beeinflusst die Nahrungspyramide im Ökosystem See durch die Manipulation des Nährstoffs Phosphor von ihrer untersten Ebene aus (Aufwärtssteuerung): Bei geringerer Nährstoffkonzentration sinkt die Biomasse des Phytoplanktons. Das kleinere Futterangebot führt zu geringeren Mengen des Zooplanktons und damit zooplanktophager Fische; der Anteil karnivorer Fische steigt.[1] Das wiederum setzt im Idealfall stabilisierend den umgekehrten Mechanismus des Top-down-Verfahrens in Gang. Versucht wird häufig eine Ausfällung des Phosphors mit löslichen Aluminiumsalzen. Ersatzweise (oder parallel dazu) wird versucht, nährstoffreichen Schlamm abzubaggern oder abzudecken. Reines Nährstoffmanagement ohne Veränderung der trophischen Interaktionen stellt allerdings keine Biomanipulation dar.

## Anwendungsbeispiele
Das Verfahren wird weltweit eingesetzt und erprobt. Im mesotrophen ostfinnischen Pohjalampi-See wurden zwischen 1993 und 1997 200 kg Rotaugen und Brachsen abgefischt, was zu einer deutlichen Erholung der Prädatoren führte. Der indische Naini-See bei Nainital in Uttarakhand wurde 2008 zur Biomanipulation mit 35000 Mahseer-Fischen (Tor putitora) besetzt, einem einheimischen Cypriniden, der eine Länge von 2,75 Metern erreichen kann. Im amerikanischen Lake Mendota, der durch zahlreiche limnologische Untersuchungen und Forschungen als einer der Geburtsorte der modernen Limnologie gilt, wurde in einem Biomanipulations-Projekt zwischen 1987 und 1998 eine deutlich erhöhte Wassertransparenz erreicht.
Zu den Experimentalgewässern in Deutschland gehören vor allem Trinkwassertalsperren wie die Talsperre Bautzen oder die Weidatalsperre, ferner der Feldberger Haussee und der Plußsee. In der Seddiner Seenkette verwendete das Institut für angewandte Gewässerökologie die Biomanipulation zwischen 2006 und 2009 mit dem Besatz von Hechten im Rahmen eines Pilotprojekts zur Sanierung nordostdeutscher Flachseen nach der EG-Wasserrahmenrichtlinie (EG-WRRL).
Zwar zählt die Biomanipulation aufgrund der geringen Kosten zu den in vielen Ländern Europas am häufigsten angewandten Methoden zur Restaurierung der Seewassergüte. Trotz der zunächst eintretenden Erfolge wird aber ihr Langzeit-Effekt kritisch beurteilt.